# 西肥観光汽船
西肥観光汽船株式会社（さいひかんこうきせん）は、長崎県佐世保市に本社のあった西肥自動車グループの海運会社である。佐世保港・鹿子前を拠点として、西海国立公園の九十九島と西海橋を連絡する定期航路を運航していた。

## 概要
1955年（昭和30年）3月、それまで佐世保 - 俵ヶ浦 - 鹿子前の沿岸航路を運航していた佐世保海上交通株式会社が、佐世保 - 西海橋 - 鹿子前 - 佐世保の航路を開設した。当時「東洋一のアーチ橋」として完成間近だった西海橋と、九十九島を含む一帯は、同年に西海国立公園として指定され、観光航路として注目されるようになった。
1959年（昭和34年）、佐世保海上交通は西肥自動車の資本によって子会社化され、西肥観光汽船株式会社に社名を変更、以後はバス事業と連携した運航が行われるようになり、昭和30年代には西海橋から大村湾への航路も運航された。
佐世保 - 西海橋 - 鹿子前航路は「シルバールート99」と称され、定期観光バスのコースに組み込まれたほか、貸切バスによる団体利用の割合も高かった。三角航路の形態であったが、のちに佐世保寄港は廃止され、鹿子前発着（九十九島経由）西海橋の単純往復となった。当初は佐世保海上交通から継承の木造客船が就航、1962年（昭和37年）に「第二西肥丸」、1968年（昭和43年）には「第一西肥丸」の新造船が投入され、面目を一新した。
旅行形態の変化などから、昭和50年代に入ると次第に利用者が減少し、1982年（昭和57年）12月1日に休航、翌年には事業廃止となった。

## 航路

### 定期航路
- 佐世保 - 西海橋 - 鹿子前

64.0km、当初は4 - 10月の運航、一日1往復
のち、西海橋 - 鹿子前間・一日2 - 4往復の通年運航となった。所要時間1時間20分（鹿子前 - 西海橋・片道）。
1982年には高速船が投入され、所要時間40分になった。
- 大村 - 西海橋 - 佐世保

56.0km、4 - 10月の週末・休日運航
1960年前後に運航。

### 不定期航路
佐世保 - 鹿子前以外はいずれも佐世保近郊の夏期海水浴客向け航路で、西海沿岸商船、県北海運等の他社も同時期に運航した。
- 相浦 - 弁天島

0.6km、7月10日 - 8月31日運航。
1960年代に運航。
- 佐世保 - 鹿子前

26km、3 - 5、8 - 10月運航。
1960年代に運航。
- 佐世保 - 白浜

20km、一日1往復、7月15日 - 8月31日運航。
1965年から1982年まで運航。
- 鹿子前 - 金重島

8km、7月11日 - 8月31日運航
1970年代に運航。

## 船舶
- 西肥丸[14]

1955年7月竣工、九州工材建造、木造。もと佐世保海上交通「つくも丸」。
79.01総トン、登録長19.80m、型幅4.80m、型深さ2.00m、ディーゼル1基、機関出力120ps、航海速力9ノット、旅客定員206名。
- 第三西肥丸[4][14]

1944年7月竣工、建造所不詳、鋼製。もと佐世保海上交通「つばめ丸」。
26.25総トン、ディーゼル1基、機関出力85ps→115ps、航海速力9ノット→最大速力10.5ノット、旅客定員53名→58名。
- アルバトロス丸[7]

1944年4月進水、木造。
11.59総トン、ディーゼル1基、機関出力85ps、航海速力9.5ノット、旅客定員22名。
- シイウルア丸→第八西肥丸[7][8]

1954年3月進水、木造。
13.10総トン、ディーゼル1基、機関出力85ps、航海速力9ノット、旅客定員26名。
- 第二西肥丸[15]

1962年6月進水、前畑造船鉄工建造、船舶整備公団共有、鋼製。
106.54総トン、全長24.40m、型幅5.50m、型深さ2.30m、ディーゼル1基、機関出力320ps、航海速力10.30ノット、旅客定員224名。
- 第五西肥丸[8]

1963年3月進水、鋼製。
22.24総トン、ディーゼル1基、機関出力170ps、航海速力9.5ノット、旅客定員76名。
- シルバーアロー[14]

1964年3月竣工、三菱重工業下関造船所建造、軽合金製、水中翼船。
4.90総トン、登録長8.00m、型幅2.50m、型深さ1.10m、ガソリンエンジン、機関出力280ps、最大速力40ノット、旅客定員21名。
- 第一西肥丸[17]

1968年3月竣工、長崎造船建造、船舶整備公団共有、鋼製。
99.13総トン、登録長22.00m、型幅5.40m、型深さ2.30m、ディーゼル1基、機関出力450ps、航海速力11.69ノット、旅客定員210名。
- 第10西肥丸[18]

11総トン、木造、1962年「第二西肥丸」建造に伴い廃船。
- 第11西肥丸[18]

12総トン、木造、1962年「第二西肥丸」建造に伴い廃船。